# Lomas de San Antón
Lomas de San Antón es un barrio perteneciente al distrito Este de la ciudad andaluza de Málaga, España. Se extiende sobre la ladera sur del monte San Antón y está rodeado por terrenos no urbanizados de los Montes de Málaga, a excepción de sus lados sur y oeste, por donde limita con los barrios de Miraflores Alto y Pinares de San Antón respectivamente.

## Transporte
Ningún autobús de la EMT alcanza los límites del barrio, aunque las siguientes líneas realizan parada junto a la A-7, cerca de su límite sur: 
| Línea | Trayecto                                        | Recorrido | Frecuencia    |
| ----- | ----------------------------------------------- | --------- | ------------- |
| 29    | Jarazmín - El Palo                              | Recorrido | 60 minutos    |
| 34    | Alameda Principal - Pedregalejo (Bda. La Mosca) | Recorrido | 30-35 minutos |